# Marquinhos Paraná
Antônio Marcos da Silva Filho (Recife, 20 luglio 1977) è un ex calciatore brasiliano, di ruolo centrocampista.

## Caratteristiche tecniche
Giocava come difensore laterale e centrocampista.

## Carriera

### Club
Iniziò nelle giovanili del Santa Cruz, debuttando nel professionismo con il Paraná Clube nel 1996. Successivamente giocò al CRB della città di Maceió, nel marzo del 1998, per indicazione del tecnico Roberval Davino; nel CRB fu Ernesto Paulo a schierarlo come terzino.
Nel 2002, passò al Figueirense dello Stato di Santa Catarina, sempre sotto la guida di Roberval Davino, Marquinhos Paraná disputò una buona stagione. Nel 2003, ha giocato per il Marília, nell'interno dello Stato di San Paolo; nel 2006, con tecnico Adílson Batista, giocò a fianco di Carlos Alberto, Rodrigo Souto e Cícero.
Nel 2008 è passato al Cruzeiro.

## Palmarès
- Campionato Paranaense: 2

Paraná: 1996, 1997
- Campionato Catarinense: 1

Figueirense: 2006
- Campionato Mineiro: 1

Cruzeiro: 2008